# Éden (2012)
Éden é um filme brasileiro de 2012 dirigido por Bruno Safadi.
Com a direção de fotografia de Lula Carvalho, a obra conta com Leandra Leal, João Miguel, Júlio Andrade, André Ramiro, Cristina Lago, João Pedro Zappa e entre outros no elenco do longa-metragem.

## Sinopse
Rio de Janeiro, 2012. Karine é uma mulher de 30 anos que está grávida de oito meses. Após o assassinato de seu marido, ela e o irmão quase morrem. Eles são salvos por Naldo, um pastor de Igreja Evangélica do Éden. Aos poucos, ela tenta descobrir uma forma de superar o seu drama e procura por uma salvação na religião e no nascimento do filho.

## Elenco
| Elenco Original  | Elenco Original | Elenco Original | Elenco Original |
| Ator             | Papel           | Nota(s)         | Ref.            |
| ---------------- | --------------- | --------------- | --------------- |
| Leandra Leal     | Karine          | Protagonista    | [ 3 ]           |
| João Miguel      | Pastor Naldo    |                 | [ 3 ]           |
| João Pedro Zappa | Vinte Anos      |                 |                 |
| Júlio Andrade    | Wagner          |                 | [ 3 ]           |
| Rod Carvalho     | Chaves          |                 |                 |
| Cristina Lago    | Vânia           |                 | [ 3 ]           |
| André Ramiro     | Juninho         |                 | [ 3 ]           |

## Prêmios
- Filme selecionado para a mostra competitiva Première Brasil do Festival do Rio 2012.[4]